# Immigration capverdienne au grand-duché de Luxembourg
 (décembre 2023).
La mise en forme du texte ne suit pas les recommandations de Wikipédia : il faut le « wikifier ».
Les points d'amélioration suivants sont les cas les plus fréquents. Le détail des points à revoir est peut-être précisé sur la page de discussion.
- Les titres sont pré-formatés par le logiciel. Ils ne sont ni en capitales, ni en gras.
- Le texte ne doit pas être écrit en capitales (les noms de famille non plus), ni en gras, ni en italique, ni en « petit »…
- Le gras n'est utilisé que pour surligner le titre de l'article dans l'introduction, une seule fois.
- L'italique est rarement utilisé : mots en langue étrangère, titres d'œuvres, noms de bateaux, etc.
- Les citations ne sont pas en italique mais en corps de texte normal. Elles sont entourées par des guillemets français : « et ».
- Les listes à puces sont à éviter, des paragraphes rédigés étant largement préférés. Les tableaux sont à réserver à la présentation de données structurées (résultats, etc.).
- Les appels de note de bas de page (petits chiffres en exposant, introduits par l'outil «  Source ») sont à placer entre la fin de phrase et le point final[comme ça].
- Les liens internes (vers d'autres articles de Wikipédia) sont à choisir avec parcimonie. Créez des liens vers des articles approfondissant le sujet. Les termes génériques sans rapport avec le sujet sont à éviter, ainsi que les répétitions de liens vers un même terme.
- Les liens externes sont à placer uniquement dans une section « Liens externes », à la fin de l'article. Ces liens sont à choisir avec parcimonie suivant les règles définies. Si un lien sert de source à l'article, son insertion dans le texte est à faire par les notes de bas de page.
- La présentation des références doit suivre les conventions bibliographiques. Il est recommandé d'utiliser les modèles {{Ouvrage}}, {{Chapitre}}, {{Article}}, {{Lien web}} et/ou {{Bibliographie}}. Le mode d'édition visuel peut mettre en forme automatiquement les références.
- Insérer une infobox (cadre d'informations à droite) n'est pas obligatoire pour parachever la mise en page.

Pour une aide détaillée, merci de consulter Aide:Wikification.
Si vous pensez que ces points ont été résolus, vous pouvez retirer ce bandeau et améliorer la mise en forme d'un autre article.
 (décembre 2023).
L'augmentation de l'immigration des personnes venant du Cap-Vert vers le grand-duché de Luxembourg a commencé au début des années 1970. La raison de cette vague migratoire était la pauvreté et la famine dans le pays d'origine des migrants capverdiens.

## Histoire
La vague d'immigration de citoyens de l'archipel du Cap-Vert vers le Luxembourg a eu lieu à partir de 1970. Le pays, qui dépendait encore de la puissance coloniale portugaise, avait une économie faible, ce qui a poussé de nombreux citoyens à chercher le chemin vers l'Europe. La plupart des Capverdiens ont choisi le Portugal ou la France comme pays d'immigration au début des années 70. Cependant, ce n'est que peu après que le Luxembourg est devenu une destination visée. Les hommes arrivaient d'abord au grand-duché sans femme ni enfants et cherchaient du travail, le plus souvent dans le domaine des travaux manuels. Une fois l'installation assurée, ils ont été rejoints par les femmes et les enfants, ces derniers souvent déjà adolescents, qui cherchaient également du travail.
À partir de 1975, il y a eu un revirement. Le Cap-Vert est devenu indépendant et n'était plus une colonie portugaise. Depuis, le gouvernement capverdien a créé l'IAPE (l’Institut d’appui à l’émigrant), qui a eu pour objectif de soutenir les émigrés et de maintenir un lien avec le pays d'origine. En 2001, l'IAPE a été renommé « Institut des Communautés » et poursuit toujours les mêmes objectifs.
Les migrants capverdiens se sont surtout installés dans la capitale luxembourgeoise ainsi que dans la partie sud-ouest du pays. Les communes de Differdange, Esch-sur-Alzette, Hesperange et Luxembourg sont les plus représentées.
En 1981, 301 citoyens capverdiens vivaient au Luxembourg. En 1991, on pouvait compter 1101 citoyens et dix ans plus tard, ils étaient 1660.

## Aujourd'hui
Au 1er janvier 2023, 2488 Capverdiens ont vécu au grand-duché de Luxembourg. En 2015, le chiffre était un peu plus élevé ; 2883 citoyens capverdiens vivaient au Luxembourg. Toutefois, ce chiffre pourrait être fallacieux, car dans des statistiques menées par le portail des statistiques Statec, les migrants sont analysés en fonction de leur passeport national. De nombreux Capverdiens ont un passeport portugais et comptent donc parmi les Portugais au Luxembourg.
Au Luxembourg, quelques personnalités éminentes ont des origines capverdiennes. Monica Semedo, née en 1984 à Grevenmacher, a des parents capverdiens. Ceux-ci sont venus au Luxembourg dans les années 1970 dans l'intention de trouver du travail. Aujourd'hui, Monica Semedo est une femme politique luxembourgeoise, membre du Parlement européen et ancienne présentatrice de télévision.